# Donna Godchaux

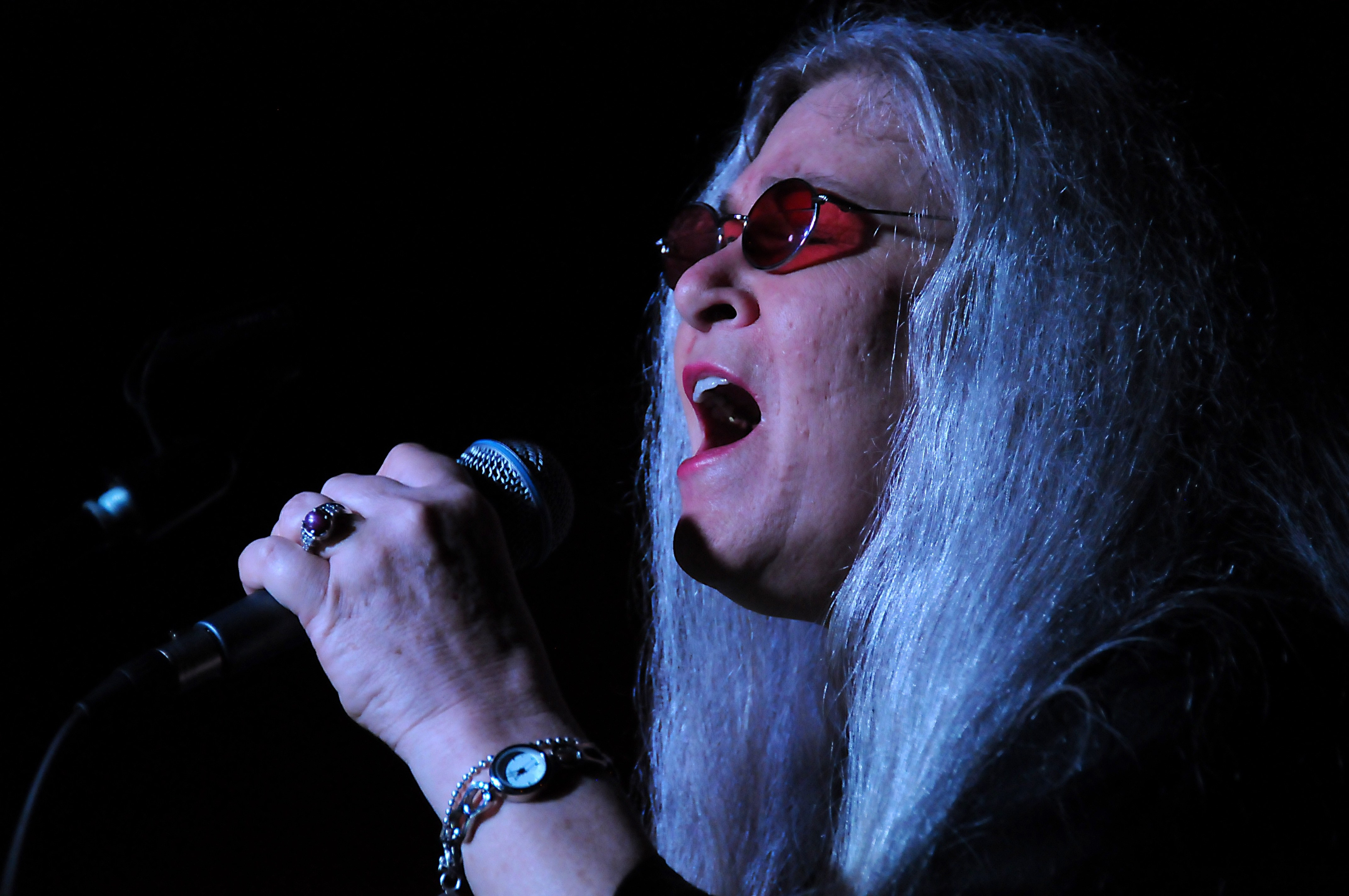
Donna Godchaux (2009)

Donna Jean Godchaux (* 22. August 1945 in Muscle Shoals, Alabama als Donna Jean Thatcher) ist eine US-amerikanische Sängerin. Sie war das einzige weibliche Bandmitglied bei Grateful Dead, denen sie zusammen mit ihrem Mann Keith Godchaux von 1972 bis 1979 angehörte.

## Biografie
Godchaux begann ihre musikalische Laufbahn als Studiosängerin in den Muscle-Shoals Studios, wo sie Mitglied der Gesangstruppe Southern Comfort wurde. Unter dem Namen Donna Thatcher sang sie bei zahlreichen Plattenaufnahmen, unter anderem zu Elvis Presleys Hits In The Ghetto und Suspicious Minds, When a Man Loves a Woman von Percy Sledge und zu Chers Album 3614 Jackson Highway.
1970 ging Donna Thatcher nach San Francisco, wo sie ihren späteren Ehemann Keith Godchaux kennenlernte. Das Ehepaar stieg 1971 bei den Grateful Dead ein (Keith ab 19. Oktober 1971, Donna ab 25. März 1972). Donna Godchaux drückte als Sängerin Songs wie Playin’ In The Band, Dancin’ In The Streets und The Music Never Stopped ihren Stempel auf und prägte den Sound der Band in den 1970er Jahren entscheidend mit. Für die Grateful Dead komponierte sie zwei Songs (Sunrise, From The Heart Of Me) und brachte die Coverversionen You Ain’t Woman Enough (Loretta Lynn) und Tomorrow Is Forever (Dolly Parton) ins Live-Repertoire mit.
1975 veröffentlichte Godchaux mit ihrem Mann als Keith and Donna Band das eigene Album Keith And Donna. 1977/78 waren beide Godchaux’ Mitglied in der Jerry García Band, an deren Album Cats Under The Stars sie maßgeblich beteiligt waren.
Wegen zunehmender innerer Differenzen bei den Grateful Dead verließen die Godchaux’ Anfang 1979 die Band. Im selben Jahr stiegen sie bei The Ghosts ein und spielten in lokalen Clubs. The Ghosts gingen durch mehrere personelle Veränderungen und wurden Mitte 1980 zur Heart of Gold Band (benannt nach einer Textzeile aus dem Grateful-Dead-Song Scarlet Begonias). Nach dem Unfalltod von Keith Godchaux im Juli 1980 gab die Band aber bald auf. Eine Zusammenstellung von Live- und Studioaufnahmen unterschiedlicher Qualität wurde später auf Platte veröffentlicht.
In den 1980er Jahren heiratete Godchaux ihren zweiten Ehemann David McKay, einen Bassisten aus der lokalen Musikszene (seither heißt sie Donna Jean Godchaux-McKay), und lebte vom Musikbusiness zurückgezogen. 1994 wurde sie als Mitglied der Grateful Dead in die Rock and Roll Hall of Fame aufgenommen.
1996 überraschte Godchaux mit einem in den Muscle Shoals Studios aufgenommenen Comeback-Album mit zehn neuen Eigenkompositionen. Danach gründete sie die Donna Jean Band, in der neben ihrem zweiten Ehemann auch ihr Sohn aus erster Ehe, Zion Rock Godchaux, spielte. Bei diversen Gelegenheiten traf sie auch auf ihre früheren Kollegen von Grateful Dead, etwa als sie 1999 mit Phil Lesh & Friends auftrat. Bei der Grateful-Dead-Family-Reunion unter dem Namen The Dead war sie allerdings nicht dabei – den weiblichen Gesangspart hatte Joan Osborne übernommen.
2004 erweckte Godchaux schließlich die Heart Of Gold Band zu neuem Leben, die heute vor allem aus Familienmitgliedern besteht: Ehemann David McKay, Brian Godchaux (der Bruder von Keith), die Söhne Zion Rock Godchaux und Kinsman McKay. Beide Söhne verfolgen auch eigene Musikprojekte. Seit 2006 tourt Godchaux regelmäßig mit Mitgliedern der Band Zen Tricksters unter dem Bandnamen Donna Jean and The Tricksters. Aus der Zusammenarbeit ging 2008 ein Studio-Album hervor.

## Diskografie
Grateful Dead Alben mit Keith & Donna Godchaux:
- Europe ’72 (1972)
- Wake of the Flood (1973)
- From the Mars Hotel (1974)
- Blues for Allah (1976)
- Steal Your Face (1976)
- Terrapin Station (1977)
- Shakedown Street (1978)

dazu mehrere Veröffentlichungen von Livemitschnitten
Neben- bzw. Folgeprojekte:
- Keith & Donna (1975)
- Double Dose (Heart Of Gold Band, 1984/1989)
- Donna Jean (1996)
- At The Table (Heart Of Gold Band, 2004)
- Donna Jean and The Tricksters (Donna Jean and The Tricksters, 2008)

| Personendaten    | Personendaten                                                                 |
| ---------------- | ----------------------------------------------------------------------------- |
| NAME             | Godchaux, Donna                                                               |
| ALTERNATIVNAMEN  | Godchaux, Donna Jean (vollständiger Name); Thatcher, Donna Jean (Geburtsname) |
| KURZBESCHREIBUNG | US-amerikanische Sängerin bei den Grateful Dead (1972–1979)                   |
| GEBURTSDATUM     | 22. August 1945                                                               |
| GEBURTSORT       | Muscle Shoals, Alabama, USA                                                   |